# Terje Nordberg
Pour les articles homonymes, voir Nordberg.
Terje Nordberg (né le 21 novembre 1949 à Oslo) est un scénariste de bande dessinée norvégien. Après des débuts comme auteur complet, Nordberg s'est rapidement spécialisé comme scénariste. Il a surtout travaillé avec le dessinateur Arild Midthun.

## Distinction
- 1988 : Prix Sproing de la meilleure bande dessinée norvégienne pour Troll vol. 1 (avec Arild Midthun)